# Clapham Junction
Pour les articles homonymes, voir Clapham Junction.
Clapham Junction est une localité urbaine située autour de la gare de Clapham Junction à Londres, en Angleterre. Malgré son nom, elle n’est pas située à Clapham, mais constitue le centre commercial de Battersea.

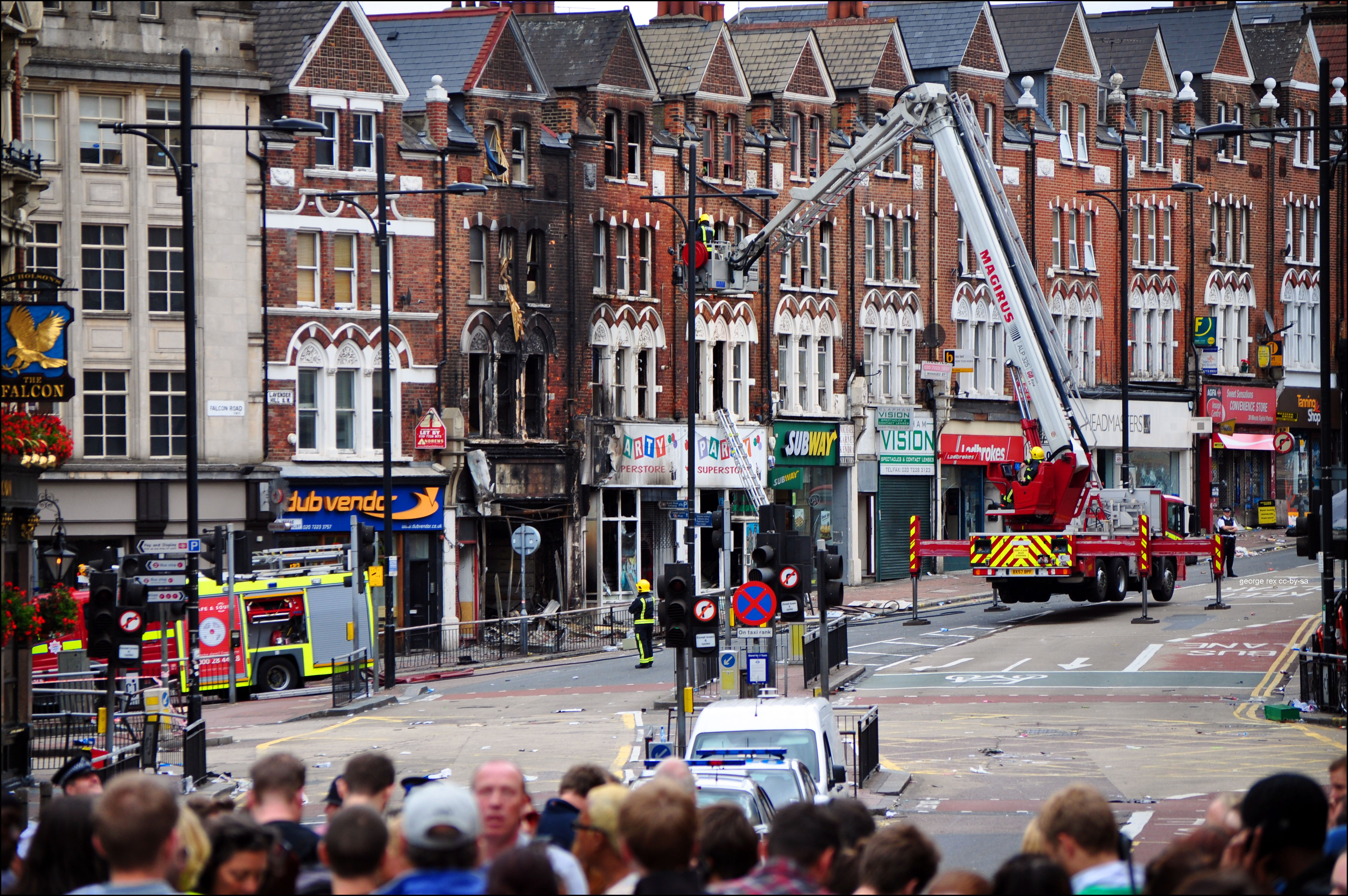
Nettoyage de Lavender Hill à la suite des émeutes de 2011

Clapham Junction fut une scène de troubles lors des émeutes de Londres en 2011.

## Transport
La gare de Clapham Junction est desservie par le réseau London Overground, Southern et South Western Railway des services à Central London, Surrey et Sussex.
Les lignes de bus londoniens routes 35, 37, 39, 49, 77, 87, 156, 170, 219, 295, 319, 337, 344, 345, C3 et G1.

## Référence
- (en) Cet article est partiellement ou en totalité issu de l’article de Wikipédia en anglais intitulé « Clapham Junction » (voir la liste des auteurs).

1. ↑  Is Clapham Junction in Clapham or Battersea? Your Local Guardian 23 September 2015
2. ↑  Clapham Junction National Rail Inquiries
3. ↑  Clapham Junction Transport for London